# Мариничі
Мариничі́ — село в Усть-Путильській сільській громаді Вижницького району Чернівецької області України.
Біля села розташована геологічна пам'ятка природи Камінь «Жаба».

## Населення

### Мова
Розподіл населення за рідною мовою за даними перепису 2001 року:
| Мова       | Кількість | Відсоток |
| ---------- | --------- | -------- |
| українська | 541       | 99.63%   |
| російська  | 2         | 0.37%    |
| Усього     | 543       | 100%     |

### Світлини села

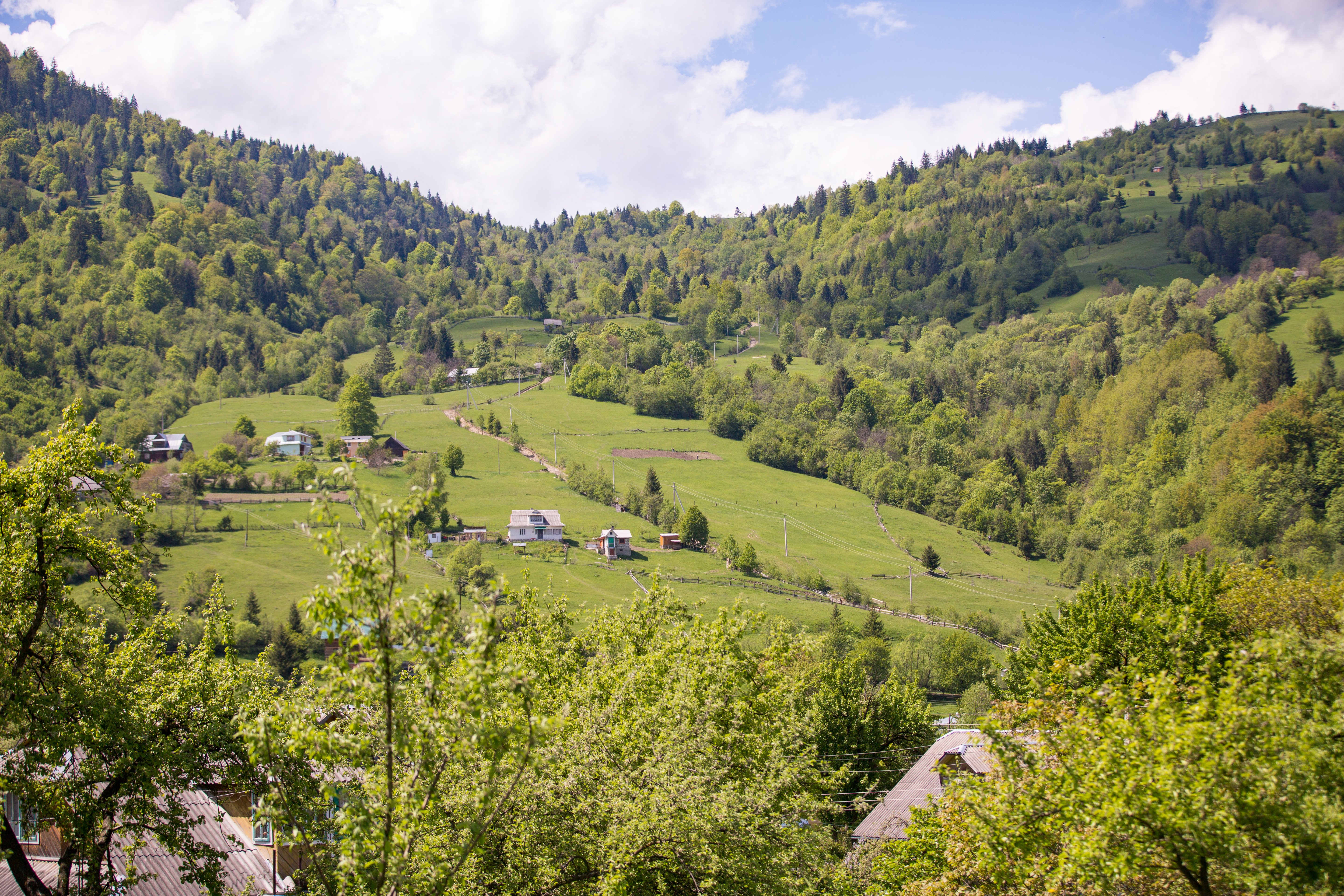
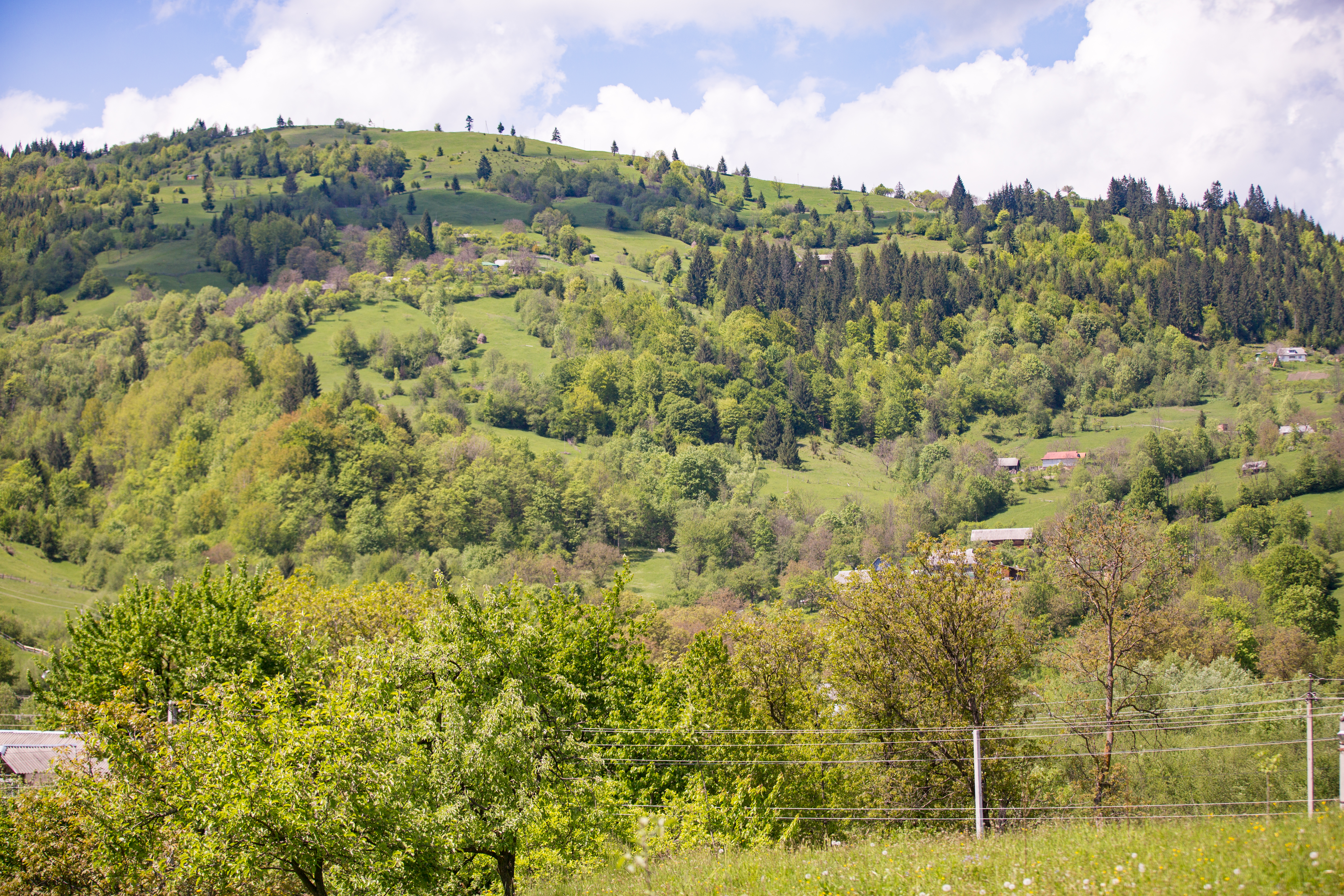
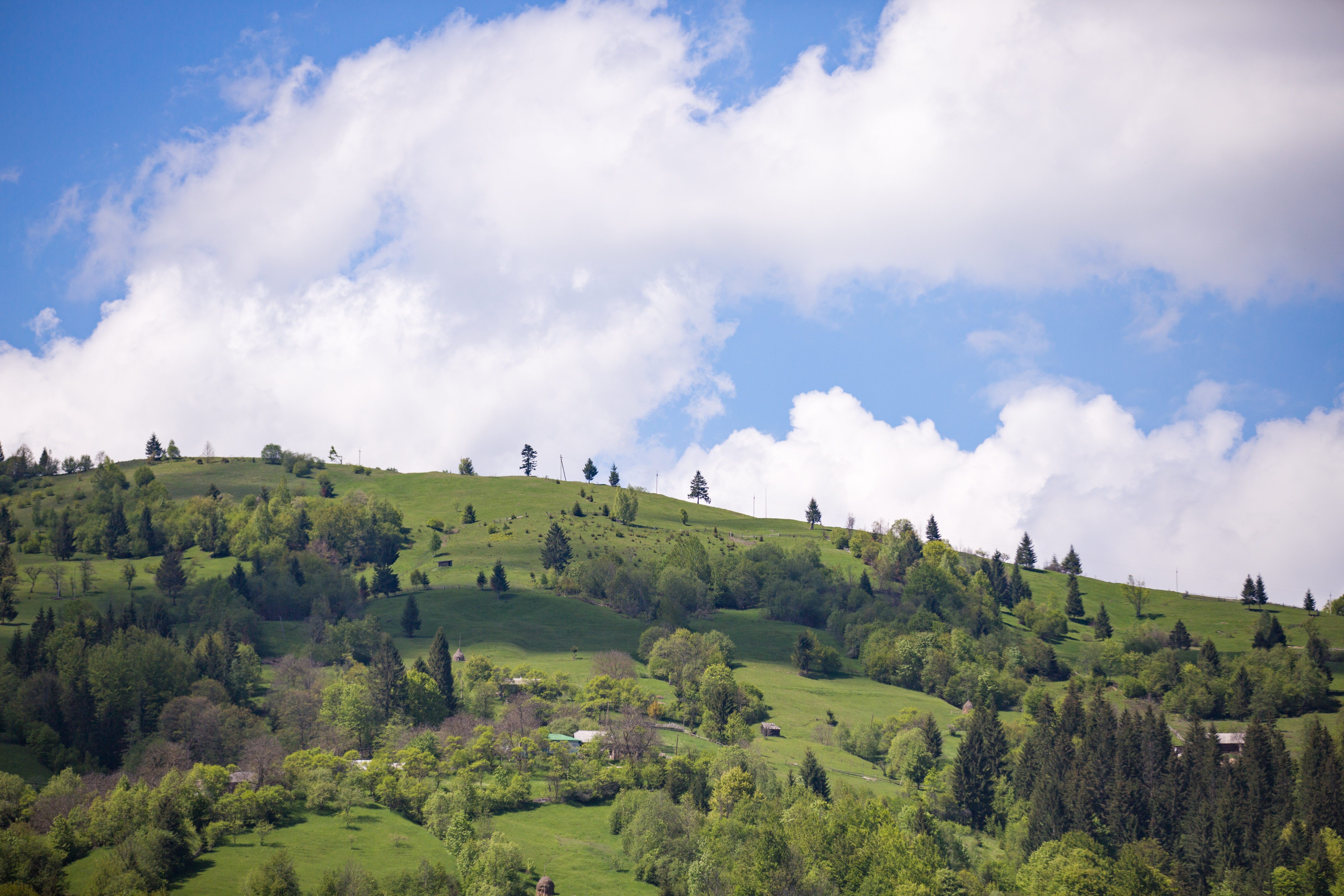

## Люди
В селі народився Сивак Дмитро Іванович (нар. 1950) — український різьбяр і художник; заслужений майстер народної творчості України.

## Світлини

### Світлини церкви

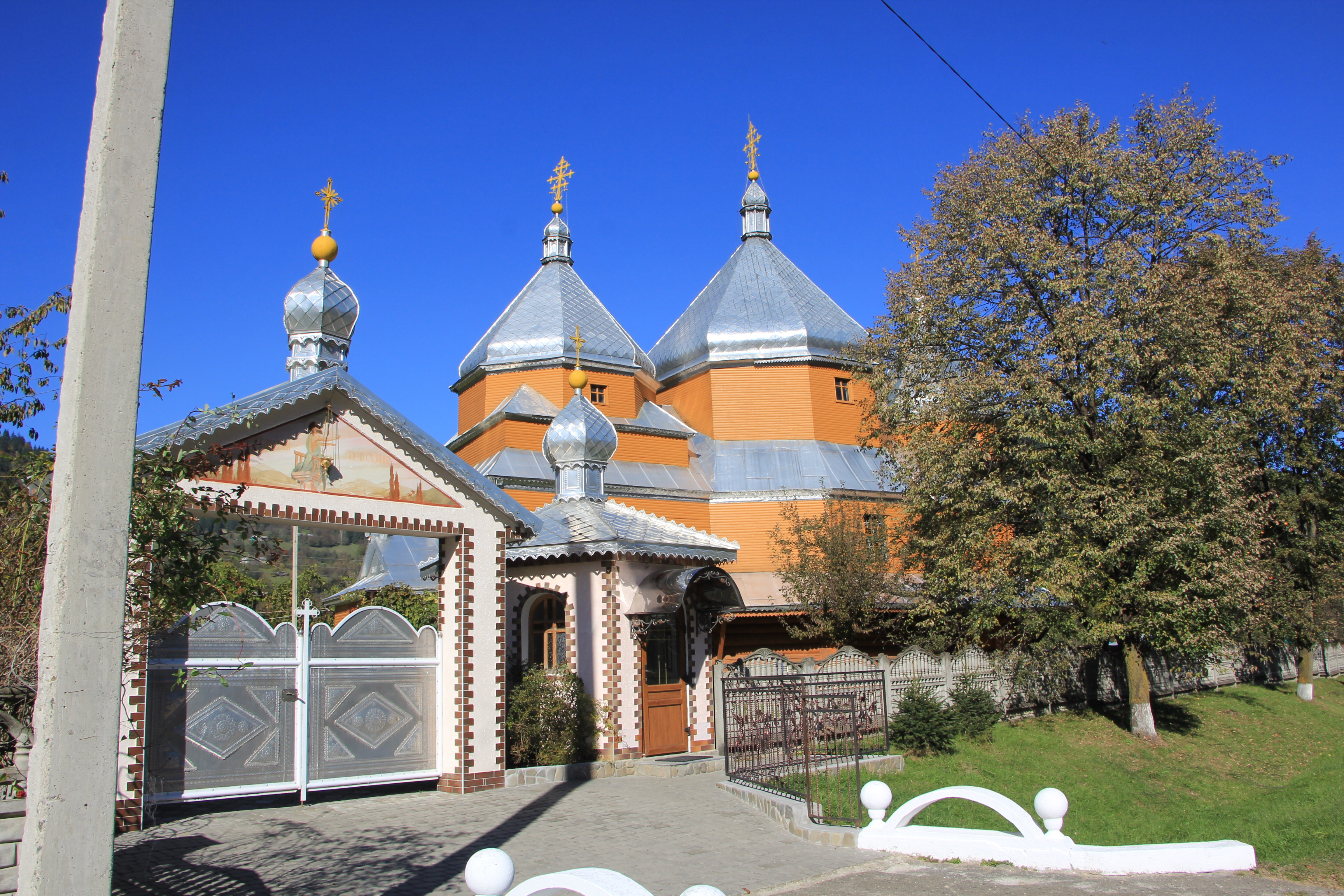
Дерев'яна церква Св. Симеона 1878р. с. Мариничі
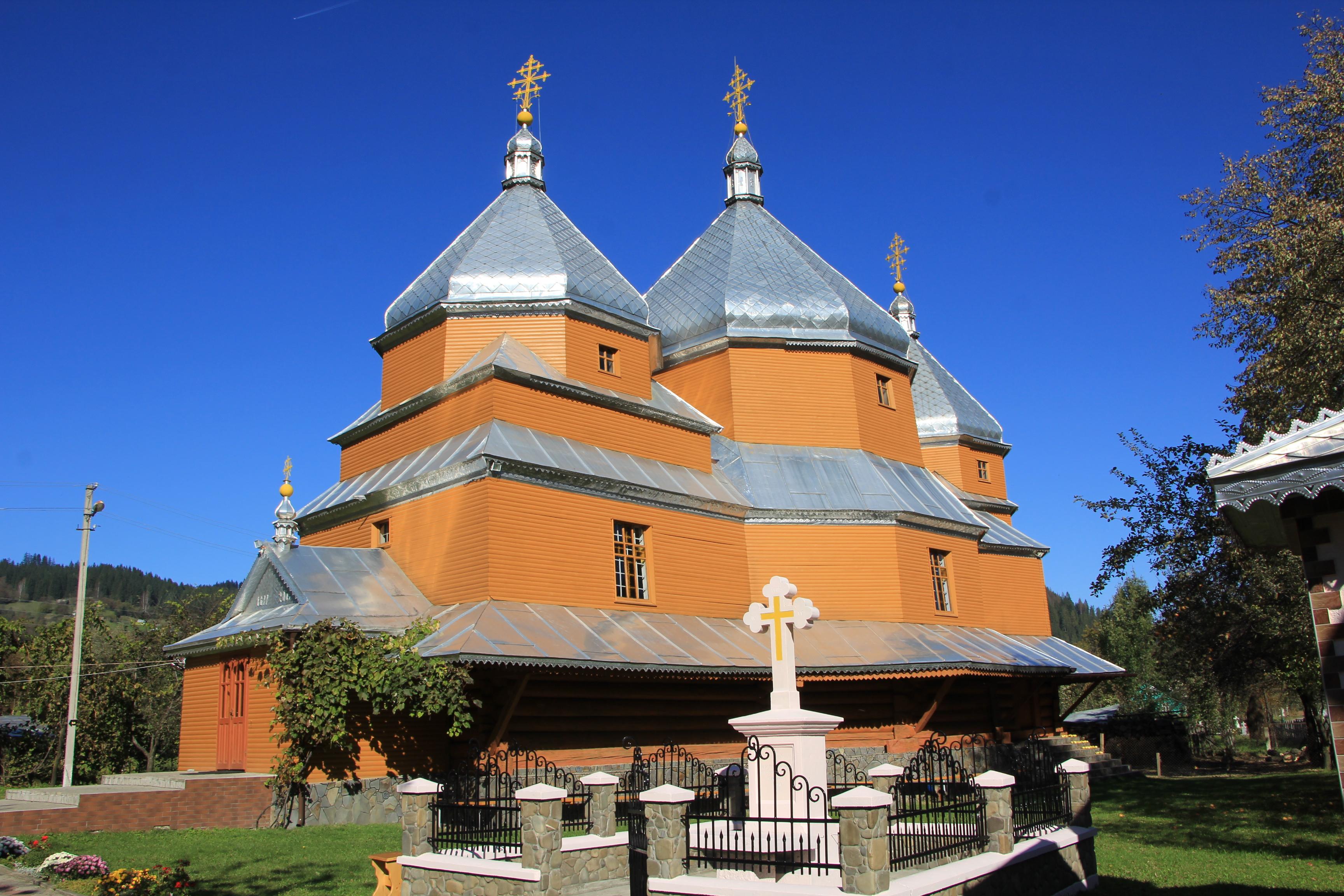
Дерев'яна церква Св. Симеона 1878р. с. Мариничі
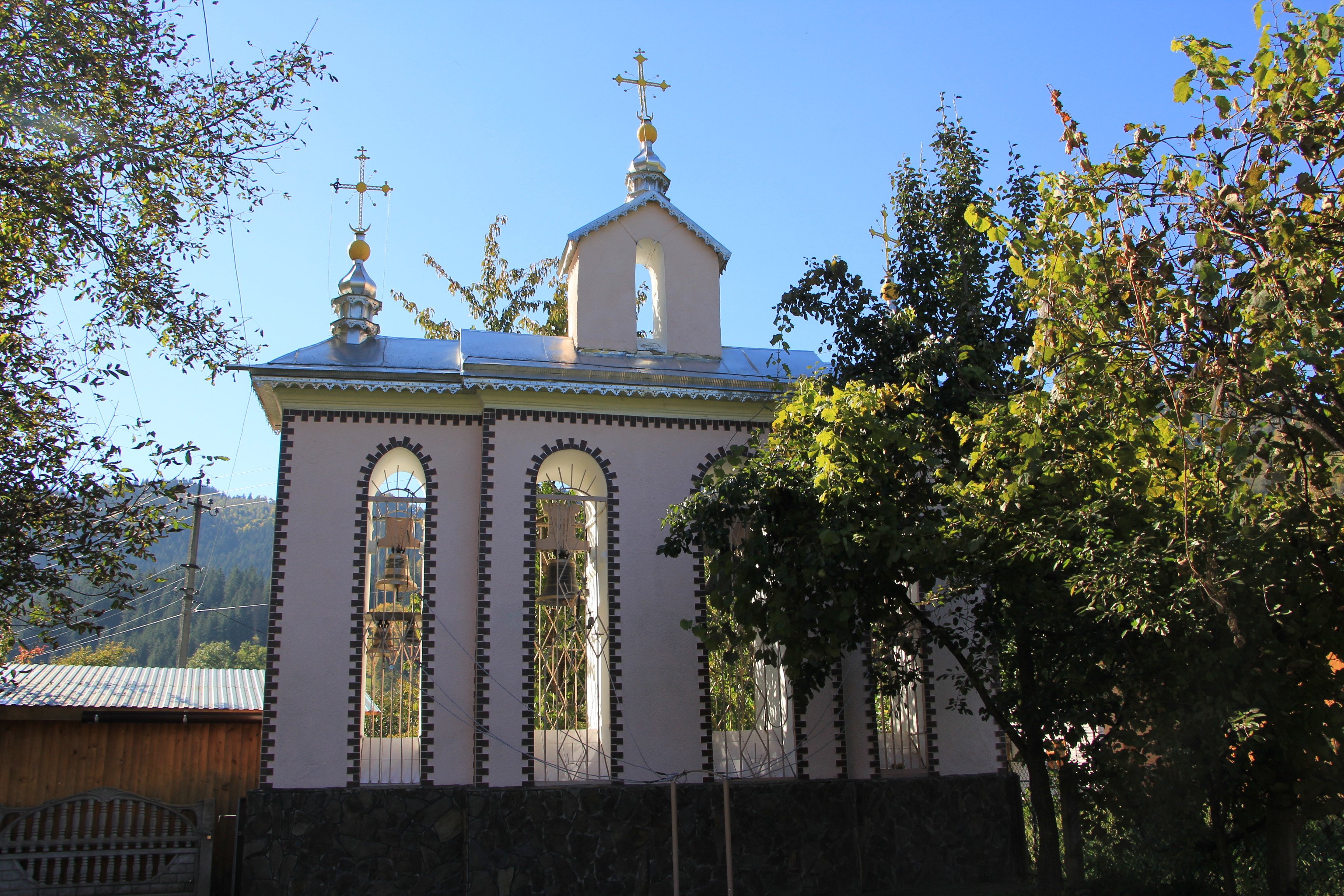
Дерев'яна церква Св. Симеона 1878р Дзвіниця. с. Мариничі